# 李允廉
李允廉，字彥卿，贵州贵阳人，清朝政治人物、進士出身。
光緒二十年（1894年）太后六旬甲午恩科進士，三甲一百七名，同年五月，著交吏部掣签分发各省，以知县即用。后官四川知縣。